# Lars Høirup
Lars Høirup (født 7. december 1983) er en dansk basketballspiller fra Team FOG Næstved der primært spiller som shooting guard, men kan også fungere som small forward.
Lars, der i øvrigt er lillebror til Næstveds anfører Martin Høirup, er en af holdets bedste skytter.